# Aquostic - Stripped Bare
Albums de Status Quo
Bula Quo!
(2013) Aquostic II: That's a Fact
(2016)
Singles
1. And It's Better Now
Sortie : 1er juin 2014
2. Pictures of Matchstick Men
Sortie : 1er décembre 2014
3. Paper Plane
Sortie : 1er février 2015

Aquostic - Stripped Bare est le 31e album studio du groupe de rock anglais, Status Quo. Il est sorti le 17 octobre 2014 sur le label earMUSIC et a été produit par Mike Paxman. 

## Historique
Enregistré dans le studio ARSIS, propriété de Francis Rossi, cet album est entièrement acoustique. Il reprend la plupart des plus grand succès du groupe mais ne contient aucune nouvelle composition. De nouveaux arrangements ont été crées, incluant une section de d'instruments à cordes mais aussi l'accordéon de Geraint Watkins et des chœurs féminins. Il est le premier album avec le nouveau batteur, Leon Cave, ce dernier avait déjà travaillé avec Francis Rossi pour son projet en solo.
Pour lancer l'album le groupe donne un concert le 22 octobre 2014 au Roundhouse de Londres. le concert fut enregistré et diffusé par la radio nationale britannique BBC Radio 2. Les vingt quatre chansons de l'album seront jouées à cette occasion mais dans un ordre différent. Le concert fera l'objet d'un album "live", Aquostic! Live at the Roundhouse. A cette occasion le groupe sera augmenté par la présence à la guitare acoustique du fils d'John Edwards, Freddie ainsi que de la section de cordes et l'accordéoniste.
La photo de la pochette de l'album est l'œuvre d'un autre grand musicien, le canadien Bryan Adams. Pour l'occasion, Francis Rossi et Rick Parfitt, poseront nus, seul leur intimité est cachée par leurs guitares.
Cet album se classa à la 5e place des charts britanniques et sera certifié disque d'or au Royaume-Uni.
Suivant les éditions, les titres suivants, Mystery Song, Little Lady et Rolling Home ne figurent pas sur l'album. Les trois titres sortis en single seront uniquement disponible en téléchargement.

## Liste des titres
| No  | Titre                      | Auteur                                         | De l’album                                                    | Durée |
| --- | -------------------------- | ---------------------------------------------- | ------------------------------------------------------------- | ----- |
| 1.  | Pictures of Matchstick Men | Francis Rossi, Bob Young                       | Picturesque Matchstickable Messages from the Status Quo, 1968 | 3:37  |
| 2.  | Down the Dustpipe          | Carl Groszmann                                 | Non-album single, 1970                                        | 2:41  |
| 3.  | Na Na Na                   | Rossi, Young                                   | Dog of Two Head, 1971                                         | 2:41  |
| 4.  | Paper Plane                | Rossi, Young                                   | Piledriver, 1972                                              | 3:38  |
| 5.  | All the Reasons            | Rick Parfitt, Alan Lancaster                   | Piledriver, 1972                                              | 3:08  |
| 6.  | Reason for Living          | Rossi, Parfitt                                 | Hello!, 1973                                                  | 3:21  |
| 7.  | And It's Better Now        | Rossi, Young                                   | Hello!, 1973                                                  | 3:41  |
| 8.  | Caroline                   | Rossi, Young                                   | Hello!, 1973                                                  | 3:13  |
| 9.  | Softer Ride                | Parfitt, Lancaster                             | Hello!, 1973                                                  | 2:58  |
| 10. | Claudie                    | Rossi, Young                                   | Hello!, 1973                                                  | 3:58  |
| 11. | Break the Rules            | Rossi, Parfitt, Lancaster, John Coghlan, Young | Quo, 1974                                                     | 3:09  |
| 12. | Down Down                  | Parfitt, Young                                 | On the Level, 1975                                            | 2:36  |
| 13. | Mystery Song               | Parfitt, Young                                 | Blue for You, 1976                                            | 2:34  |
| 14. | Little Lady                |                                                | On the Level, 1975                                            | 4:13  |
| 15. | Rain                       | Parfitt                                        | Blue for You, 1976                                            | 3:56  |
| 16. | Rockin' All Over the World | John Fogerty                                   | Rockin' All Over the World, 1977                              | 2:40  |
| 17. | Again and Again            | Parfitt, Andy Bown, Lynton                     | If You Can't Stand the Heat, 1978                             | 3:20  |
| 18. | Whatever You Want          | Parfitt, Bown                                  | Whatever You Want, 1979                                       | 3:25  |
| 19. | What You're Proposing      | Rossi, Bernie Frost                            | Just Supposin', 1980                                          | 3:52  |
| 20. | Rock'n'Roll                | Rossi, Frost                                   | Just Supposin', 1980                                          | 2:42  |
| 21. | Don't Drive My Car         | Parfitt, Bown                                  | Just Supposin', 1980                                          | 3:09  |
| 22. | Marguerita Time            | Rossi, Frost                                   | Bck to Back                                                   | 3:20  |
| 23. | Rolling Home               | John David                                     | In the Army Now, 1986                                         | 4:05  |
| 24. | Burning Bridges            | Rossi, Bown                                    | Ain't Complaining, 1988                                       | 3:45  |
| 25. | Rock 'til You Drop         | Bown                                           | Rock 'til You Drop, 1991                                      | 2:48  |

## Musiciens
Status Quo
- Francis Rossi: guitare acoustique, chant
- Rick Parfitt: guitare acoustique, ukulele, chant,
- Andy Bown: piano, guitare acoustique, mandoline, harmonica, chœurs
- John Edwards: basse, guitare acoustique, chœurs
- Leon Cave: batterie, percussions,  guitare acoustique, chœurs

Musiciens additionnels
- Geraint Watkins: accordéon
- Martin Ditcham: percussions
- Amy Smith: chœurs
- Lucy Wilkins: violon (soliste)
- Howard Gott, Natalia Bonner, Alison Dods: violon
- Sarah Wilson: violoncelle
- Sophie Sirota: viola

## Charts et certification

### Album
Charts
| Pays                          | Durée du classement | Meilleur classement | Date              |
| ----------------------------- | ------------------- | ------------------- | ----------------- |
| Allemagne (GfK Entertainment) | 6 semaines          | 15e                 | 31 octobre 2014   |
| Autriche (Ö3 Austria Top 40)  | 2 semaines          | 33e                 | 31 octobre 2014   |
| Belgique (V) (Ultratop)       | 3 semaines          | 123e                | 1er novembre 2014 |
| Belgique (W) (Ultratop)       | 4 semaines          | 81e                 | 1er novembre 2014 |
| Danemark (Tracklisten)        | 1 semaine           | 26e                 | 31 octobre 2014   |
| Écosse (Scottish Album Chart) | 24 semaines         | 4e                  | 26 octobre 2014   |
| France (SNEP)                 | 1 semaines          | 183e                | 1er novembre 2014 |
| Irlande (IRMA)                | 1 semaine           | 52e                 | 23 octobre 2014   |
| Pays-Bas (MegaCharts)         | 2 semaines          | 26e                 | 25 octobre 2024   |
| Royaume-Uni (UK Albums Chart) | 23 semaines         | 5e                  | 26 octobre 2014   |
| Suède (Sverigetopplistan)     | 1 semaine           | 43e                 | 24 octobre 2014   |
| Suisse (Schweizer Hitparade)  | 7 semaines          | 4e                  | 26 octobre 2014   |

Certification
| Pays        | Certification | Ventes    | Date             |
| ----------- | ------------- | --------- | ---------------- |
| Royaume-Uni | Or            | 100 000 + | 12 décembre 2014 |